# Zoe Smith
Zoe Pablo Smith (Greenwich, 26 april 1994) is een Britse vrouwelijke gewichtheffer. Ze is de houder van het Britse stootrecord.

## Sportcarrière
Smith deed oorspronkelijk aan gymnastiek toen haar werd voorgesteld aan gewichtheffen te gaan doen.
In oktober 2010 won Smith een bronzen medaille in de 58 kg klasse van de Gemenebestspelen 2010 in Delhi, India. Hiermee werd ze de eerste Engelse die een medaille wint bij het gewichtheffen op de Gemenebestspelen.
In mei 2012 deed Smith mee aan de Olympische Zomerspelen 2012 in Londen als het jongste lid van het Britse team. In de klasse tot 58 kg verbrak ze het Britse stootrecord met 121 kg (267 lb), dat voorheen op 119 kg stond. Met een snatch van 90 kg eindigde ze uiteindelijk als twaalfde in haar gewichtklasse met een totaalgewicht van 211 kg.